# Municipio de Twigg
El municipio de Twigg (en inglés: Twigg Township) es un municipio ubicado en el condado de Hamilton en el estado estadounidense de Illinois. En el año 2010 tenía una población de 578 habitantes y una densidad poblacional de 6,14 personas por km².

## Geografía
Según la Oficina del Censo de los Estados Unidos, el municipio tiene una superficie total de 94.15 km², de la cual 93,9 km² corresponden a tierra firme y (0,27 %) 0,25 km² es agua.

## Demografía
Según el censo de 2010, había 578 personas residiendo en el municipio de Twigg. La densidad de población era de 6,14 hab./km². De los 578 habitantes, el municipio de Twigg estaba compuesto por el 98,62 % blancos, el 0,52 % eran afroamericanos y el 0,87 % eran de una mezcla de razas. Del total de la población el 0,17 % eran hispanos o latinos de cualquier raza.